# Noccaea densiflora
Noccaea densiflora är en korsblommig växtart som först beskrevs av Pierre Edmond Boissier och Karl Theodor Kotschy, och fick sitt nu gällande namn av Friedrich Karl Meyer. Noccaea densiflora ingår i släktet backskärvfrön, och familjen korsblommiga växter. Inga underarter finns listade i Catalogue of Life.